# Grand Prix de Wallonie 2008
La 49e édition du Grand Prix de Wallonie a eu lieu le 17 septembre 2008. Elle a été remportée par l'Italien Stefano Garzelli.

## Classement final
Stefano Garzelli remporte la course en parcourant les 203,2 kilomètres en 4 h 43 min 53 s à la vitesse moyenne de 42,950 km/h.
| Classement final, | Classement final, | Classement final, | Classement final,            | Classement final,  |
|                   | Coureur           | Pays              | Équipe                       | Temps              |
| ----------------- | ----------------- | ----------------- | ---------------------------- | ------------------ |
| 1er               | Stefano Garzelli  | Italie            | Acqua & Sapone-Caffe Mokambo | en 4 h 43 min 53 s |
| 2e                | Giovanni Visconti | Italie            | Quick Step                   | m.t                |
| 3e                | Jérôme Pineau     | France            | Bouygues Télécom             | m.t                |
| 4e                | Janek Tombak      | Estonie           | Mitsubishi-Jartazi           | m.t                |
| 5e                | Bert De Waele     | Belgique          | Landbouwkrediet-Tönissteiner | m.t                |
| 6e                | Benoît Vaugrenard | France            | La Française des Jeux        | m.t                |
| 7e                | Sergueï Lagoutine | Ouzbékistan       | Cycle Collstrop              | m.t                |
| 8e                | Bram Tankink      | Pays-Bas          | Rabobank                     | m.t                |
| 9e                | Frédéric Guesdon  | France            | La Française des Jeux        | m.t                |
| 10e               | David Le Lay      | France            | Agritubel                    | m.t                |
| modifier          |                   |                   |                              |                    |